# Sutra del Lotus

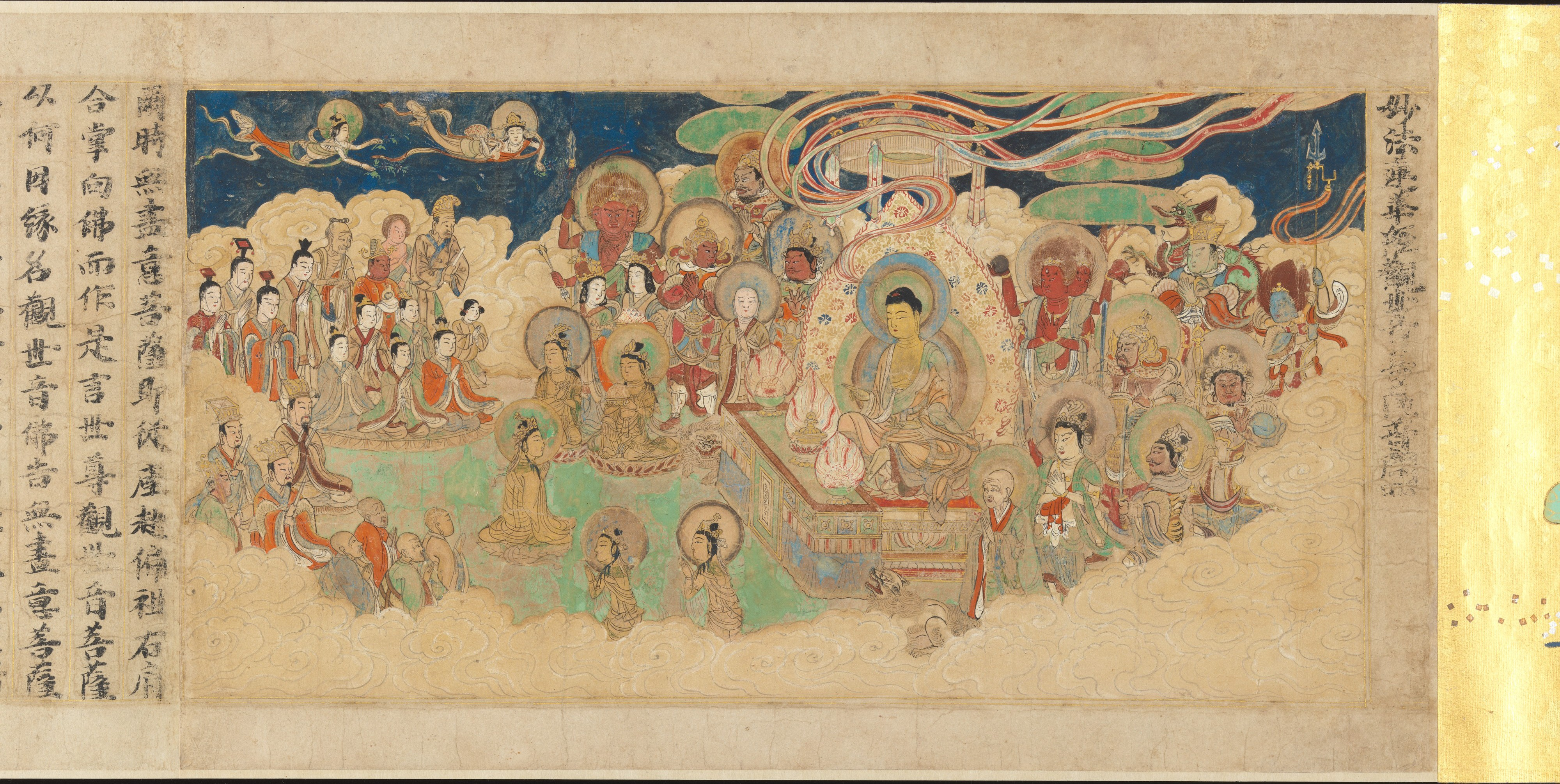
Il·lustració japonesa del sutra del Lotus

El sutra del Lotus (en sànscrit Saddharma puṇḍarīka sūtra, 'sutra del lotus blanc del veritable dharma'), un sutra o text del budisme Mahayana. És venerat com la quinta essència de la veritat per les escoles budistes japoneses Tendai i Nichiren i és un dels textos més importants del budisme Mahayana.
Diversos ensenyaments del Sutra del Lotus han estat molt influents en el budisme. Com la doctrina del vehicle únic, que diu que tots els camins i pràctiques budistes condueixen a la budeïtat i, per tant, tots són simplement «mitjans hàbils» (upaya) per assolir la il·luminació. També la idea que el temps de vida de Buda és incommensurable i que, per tant, no va passar realment al nirvana final, sinó que segueix actiu al món ensenyant el dharma. Així doncs, Buda s'ha convertit en un ésser etern diví. Un altre ensenyament important del sutra del Lotus és que tots els éssers tenen la capacitat de convertir-se en budes perquè ja tenen la natura de Buda (en sànscrit buddha dhatu). D'acord amb el sutra, tots els éssers poden esdevenir Budes plenament il·luminats mitjançant la gràcia d'innombrables bodhisattvas.
El sutra, compost en gran part en vers, té un total de 28 capítols. Es va traduir per primera vegada al xinès al segle iii dC i es va fer extremadament popular a la Xina i el Japó, on la creença comuna sostenia que el simple fet de cantar-lo portaria la salvació.

## Títol
El títol sànscrit més antic que es coneix per al sūtra és Saddharma Puṇḍarīka Sūtra, que pot traduir-se com "escriptura de la Flor de Lotus del fi dharma" o "Discurs sobre el Lotus Blanc de la doctrina veritable". La forma abreujada "Sutra del Lotus" és comú.
En xinès, el títol del sutra a la traducció de Kumarajiva és 妙法蓮華經 (o 妙法莲华经 en xinès simplificat), que es pronuncia Miàofǎ Liánhuá jīng. Els caràcters signifiquen: fi o subtil (妙), dharma (法), lotus (蓮), flor (華) i sutra (經). En japonès és 妙法蓮華経 (Myōhō Renge Kyō). El títol abreujat habitual en xinès és 法華經 (法华经 en xinès simplificat) fǎ huá jīng i en japonès 法華経 Hoke-kyō. Això es traduiria com a "sutra de la flor de lotus subtil del Dharma".
Segons Donald S. López, la "puṇḍarīka" (el lotus blanc) és un símbol de particular puresa en la literatura índia, mentre que el terme "saddharma" ("veritable doctrina") s'utilitza per distingir el Sutra del Lotus de tots els altres ensenyaments anteriors de Buda. També es diu que les imatges de la flor de lotus apunten a la connexió terrenal dels Budes i els bodhisattvas. El lotus està arrelat a la terra i, tanmateix, floreix per sobre de l'aigua a l'aire lliure, igual que el bodhisattva viu al món, però roman sense tacar-s'hi.

## Temes principals

### Un vehicle, molts mitjans hàbils
El Sutra del Lotus és conegut per la seva extensa instrucció sobre els "mitjans hàbils" (sànscrit: upāyakauśalya o upāya, xinès: 方便 fāngbiàn, japonès: 方便 hōben), que es refereix a com els Budes ensenyen de moltes maneres adaptades a les necessitats de llurs deixebles. Aquest concepte d'estratègies pedagògiques s'explica sovint mitjançant paràboles o al·legories. Al Sutra del Lotus, les nombroses pràctiques i ensenyaments "hàbils" o "convenients" ensenyats pel Buda (inclosos els "tres vehicles" cap al despertar) es revelen com a part del "vehicle únic" (sànscrit: ekayāna, xinès:一乘; yīchéng), el camí suprem i abastador que condueix a la budeïtat. A més, aquest vehicle únic no és altre que la miríada de mitjans hàbils que són les seves expressions i maneres. Com diu el Buda al sutra "cerca com vulguis en les deu direccions, no hi ha cap altre vehicle, a part dels upayas dels budes."